# Altes Gefängnis (Zeven)

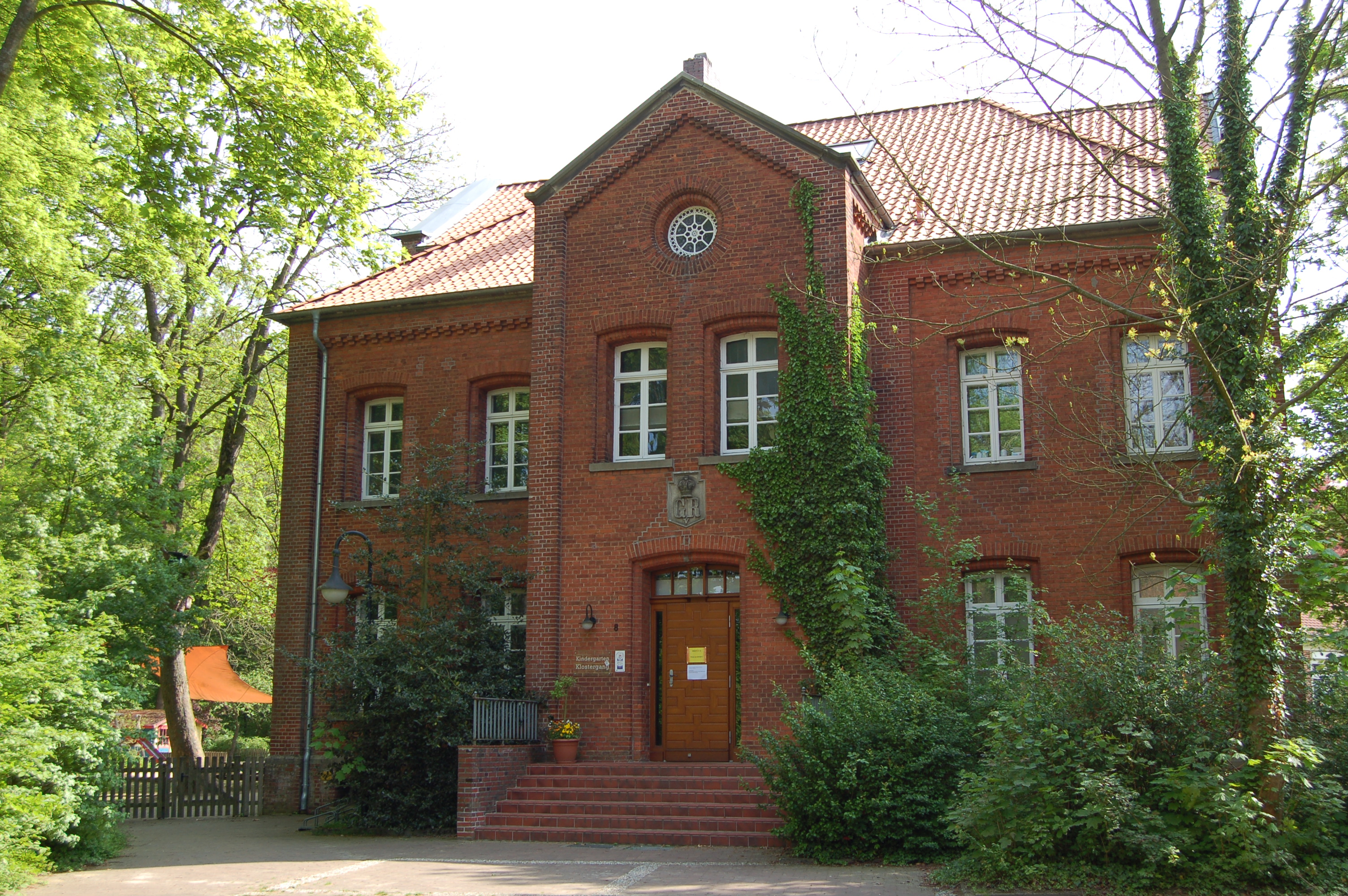
Vorderansicht

Das Alte Gefängnis am Klostergang 8 in Zeven ist ein unter Denkmalschutz stehendes, 1865 seiner Bestimmung übergebenes Gebäude. 

## Geschichte

### Nutzung als Gefängnis (1865–1936)
Es wurde laut Reskript des früheren Hannoverschen Finanzministeriums vom 27. Juni 1865 dem Amtsgericht Zeven überwiesen. Im Spätherbst 1865 besuchte der letzte König von Hannover, der seit seiner Jugend blinde König Georg V., das neu errichtete Gebäude, als er zusammen mit dem Kronprinzen Ernst August am 11. und 12. November durch Zeven fuhr. An den Besuch – nach dem es ein Essen bei Amtmann Friedrich von Engelbrechten gab – erinnert der Schlussstein über dem Eingang mit dem Zeichen „G.R.V.“
Das Gefängnisgebäude lag ca. 60 m gegenüber dem damaligen Amtsgerichtsgebäude und war von diesem durch einen im Besitz des Domänen-Fiskus befindlichen Obstgarten getrennt. Eigentümer des Backsteinbaus war nach dem Ende des  Königreichs Hannover der preußische Staat (Justizverwaltung). Die Grundstücksgröße betrug laut einem Akteneintrag vom 27. Oktober 1927 insgesamt 0,1036 ha. Zu diesem Zeitpunkt bestand der Gebäudekomplex aus zwei Kellerräumen, Erdgeschoss, 1. Stock, Dachboden, einem Stallgebäude mit Abortanlage und dem Gefangenenhof. 1927 gab es zwei Wasserpumpen im Erdgeschoss und ein Blitzableiteranlage, die 1933 entfernt wurde. Der erste Stock und das Dachgeschoss waren ohne Wasserleitung oder Pumpe. Das ursprüngliche Spitzdach mit Dachpfannen-Belag war 1920 wegen Baufälligkeit des Dachstuhls abgerissen und durch ein flaches Dach mit Pappen-Belag ersetzt worden. Die Heizung der Zellen erfolgte über einzelne Öfen.

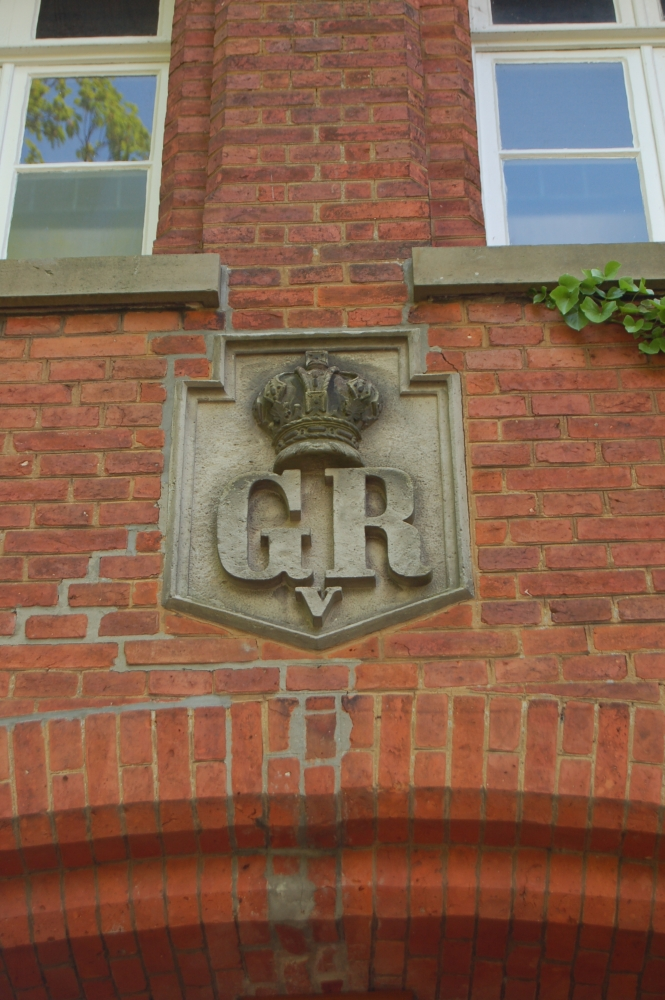
Stein über dem Eingang

Zum Gefängnis gehörte ab 1865 die im Erdgeschoss gelegene Dienstwohnung. Diese war laut Aktenlage im Jahr 1927 noch von Strafanstalts-Oberwachtmeister Güse gemietet (festgesetzter Friedensmietwert 320 Reichsmark jährlich) und hatte zwei Stuben, eine Kammer, eine Speisekammer und einen Keller. Der bauliche Zustand des Gefängnisgebäudes wurde 1927 als gut eingeschätzt, allerdings dürften der Bau und die Anlage der Zellen dem moderneren Strafvollzug der damaligen Zeit nicht entsprochen haben. Die Waschküche wurde vom Dienstwohnungsinhaber genutzt und diente zugleich als Reinigungs- und Baderaum für Gefangene. Sämtliche Zellenöfen wurden als gänzlich veraltet bezeichnet. Das flache Dach bot wenig Sicherheit gegen Feuergefahr und Ausbruch. Wie in der genannten Akte aus dem Jahr 1927 vermerkt ist, war es zu diesem Zeitpunkt bereits zu einem Ausbruch über den Dachboden gekommen.
Im Zevener Volksmund wurde die Inschrift des Schlusssteins über dem Eingang mit den Initialen „G. R. V.“ des letzten Königs von Hannover (Georg Rex V. = König Georg V.) übrigens in freundlich-respektloser Weise in „Güses Restaurant 5. Güte“ umgedichtet. Nachdem Zeven im Jahr 1929 zur Stadt geworden war, wurde das Zevener Amtsgefängnis für die Unterbringung von Polizeigefangenen zur Verfügung gestellt.

### Nutzung als Mittelschule (1936–1965)
In ihrer Sitzung am 7. August 1936 beschlossen die Zevener Ratsherren den Umbau des ehemaligen Gefängnisses zu einer Mittelschule. Zuvor war das Gebäude im selben Jahr von der Kommune erworben worden. Laut Bauplan sollten untergebracht werden: Im Kellergeschoss der Kessel- und Brennstoffraum für die Zentralheizung und die automatische Wasserversorgung. Im Erdgeschoss 2 Klassen, 1 Chemikalien- und Geräteraum, 1 Rektorzimmer, 1 Lehrerzimmer mit Lehrmittelschränken. Im Obergeschoss 4 Klassen und im Nebengebäude die Aborte für Lehrer und die Kinder und eine Wohnung für den Schulhauswart. Nach dem Zweiten Weltkrieg erlebte die Mittelschule einen solchen Ansturm von Lernwilligen, dass es zur Planung eines Schulzentrums „Auf dem Lühnenfeld“ kam. Dieses wurde 1965 bezogen.

### Nutzung ab 1965
Danach gab das Gebäude u. a. einem Ausbildungsseminar für das Lehramt an Schulen und dem Archiv der Stadt Zeven in seinen Mauern Raum.
Heute beherbergt es den „Kindergarten Klostergang“.